# Sauce tyrolienne
La sauce tyrolienne est construite sur une base de sauce Choron montée à l’huile. Elle est souvent servie avec de la viande ou du poisson froids.